# Böhmerwaldhuhn
Das Böhmerwaldhuhn oder Sumavanka ist eine alte Hühnerrasse, die aus dem Böhmerwald in der Tschechischen Republik stammt. Die ursprünglichen Böhmerwaldhühner starben aus, aber in der zweiten Hälfte des 20. Jahrhunderts wurde die Rasse durch die Kreuzung einiger verbliebener Tiere aus der ursprünglichen Population mit dem tschechischen Huhn, gelbem Plymouth Rock, Rhodeländer, New Hampshire und Wyandotte wiederhergestellt.
Das Böhmerwaldhuhn zeichnet sich durch ein sehr lebhaftes Temperament aus, ist schüchtern, wachsam, anspruchslos zu füttern und zu züchten. Es zeichnet sich durch ein schnelles Wachstum, gutes Fleisch und schönes Gefieder aus. Das Sumavanka ist auch für raue klimatische Bedingungen geeignet.